# Hermann Stange (Generalmusikdirektor)

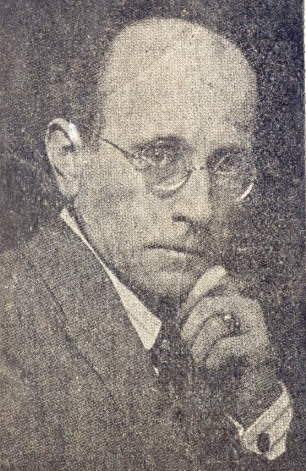
Hermann Stange

Hermann Stange (* 14. Oktober 1884 in Kiel; † 1953 in Lüchow) war ein deutscher Dirigent.

## Leben
Hermann Stange war der Sohn des Dirigenten, Organisten und Komponisten Hermann Stange aus Kiel. Von 1930 bis 1932 war er Dirigent der Bulgarischen Nationaloper in der Hauptstadt Sofia. 1932 trat er in Alfred Rosenbergs „Kampfbund für deutsche Kultur“ ein, zum 1. Mai 1933 schloss er sich der NSDAP an. 1935 wurde er als Nachfolger Wilhelm Furtwänglers einige Monate Vizepräsident der Reichsmusikkammer und Geschäftsführer des Berliner Philharmonischen Orchesters. Joseph Goebbels ernannte ihn am 15. November 1935 zum Mitglied des Reichskultursenats. Zu diesem Zeitpunkt trug er bereits den Titel Generalmusikdirektor. 1935 wurde er Leiter der Abteilung Orchester und Chor am Deutschlandsender.